# Nestíháme

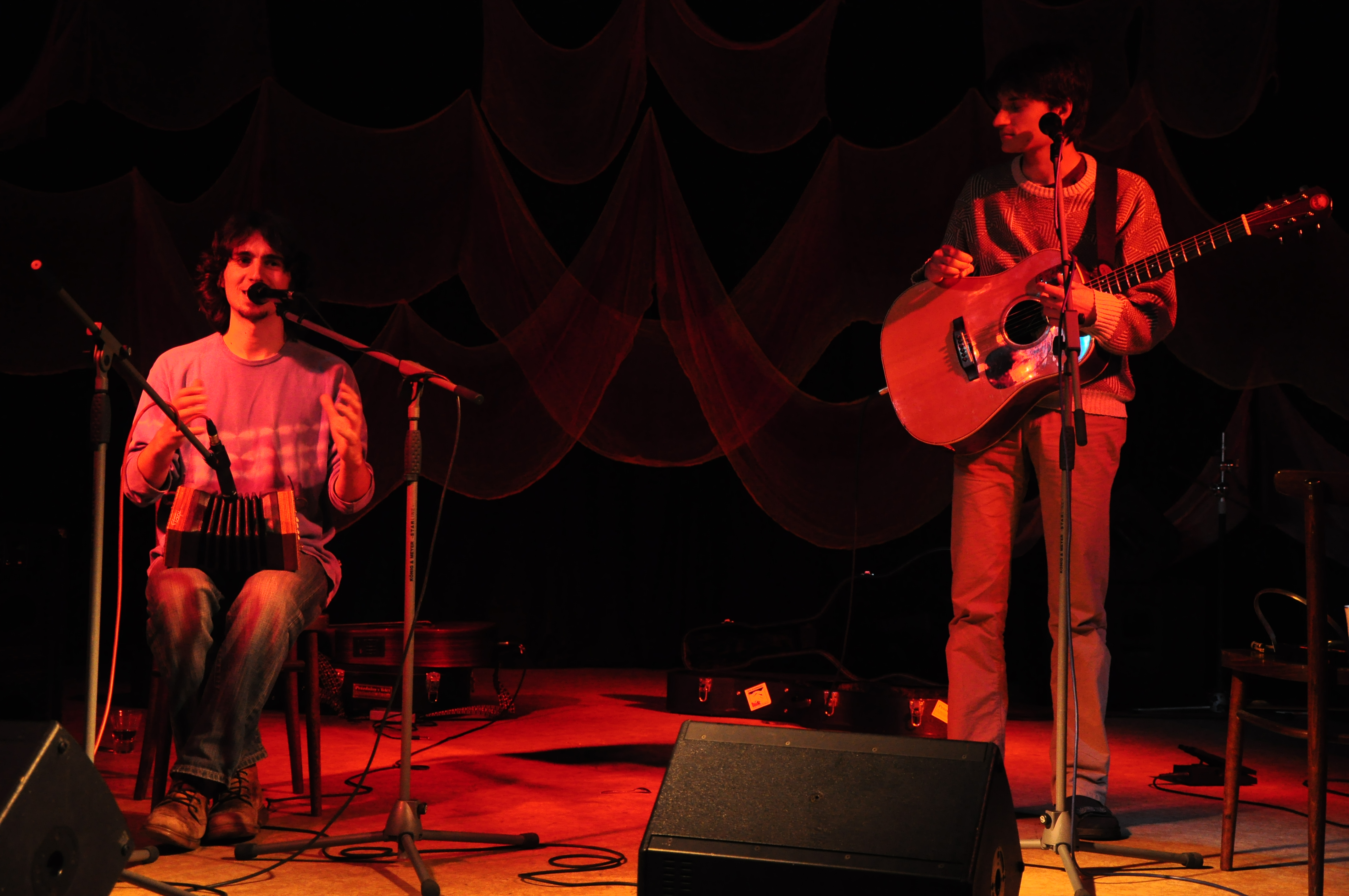
Nestíháme na festivalu Máme na to?! 16. května 2009 v Chotěboři.

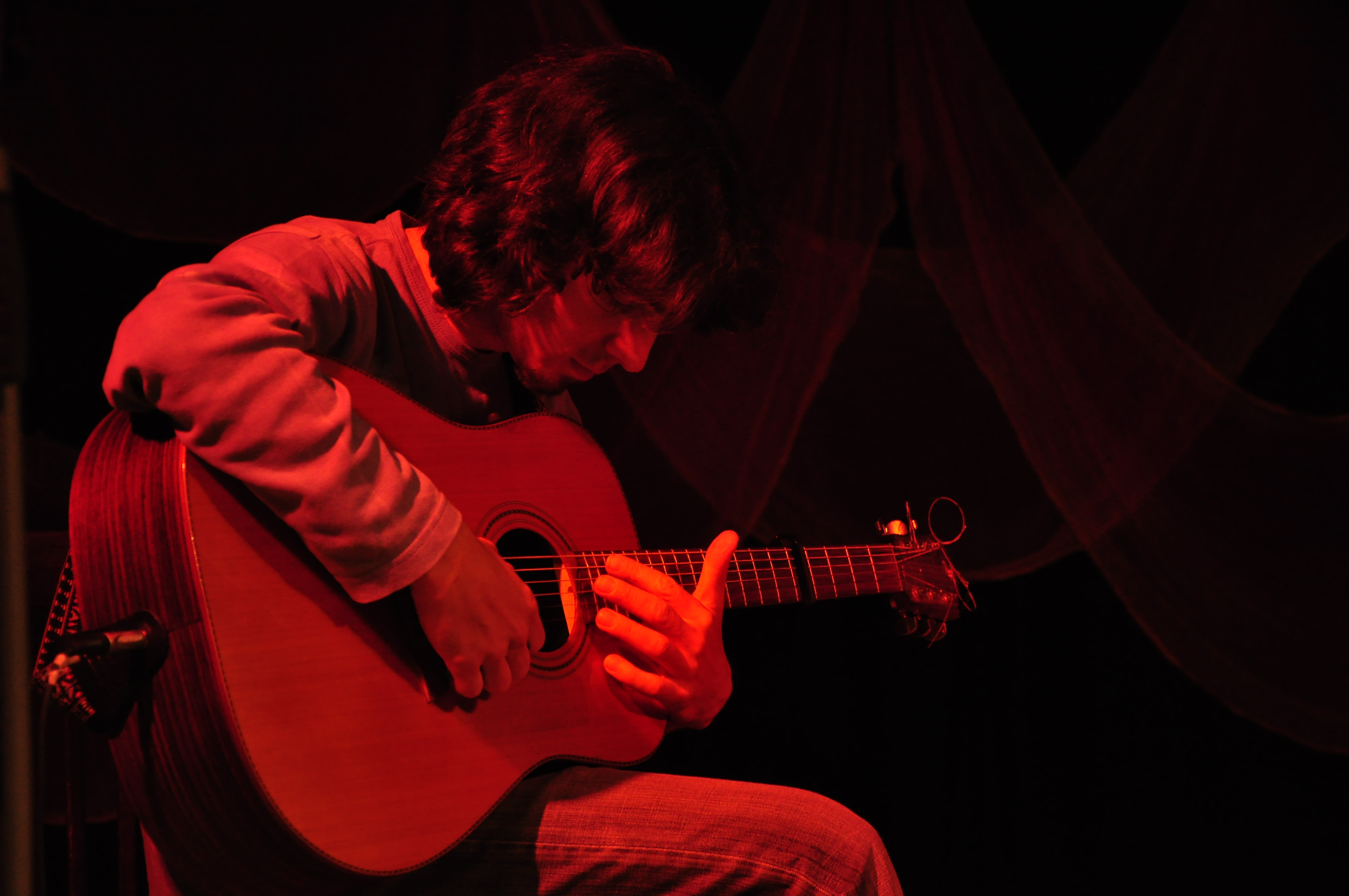
Petr Ovsenák na festivalu Máme na to?! 16. května 2009 v Chotěboři.

Nestíháme je duo českých písničkářů Jana Řepky (* 1982) a Petra Ovsenáka (* 1983). Oba skládají písničky, hrají na kytary a zpívají.
K prvním společným vystoupením došlo v době gymnaziálních studií, premiéra pod názvem Nestíháme se pak uskutečnila 17. května 2001 v pražském klubu Holubník. Během následujících osmi let odehráli Řepka s Ovsenákem více než 350 koncertů, stali se dvojnásobnými držiteli Porty a natočili dvě samostatná alba (Nestíháme, 2006 a Víceméně v klidu, 2007).
Od roku 2010 vystupují oba protagonisté zvlášť, Jan Řepka pod svým vlastním jménem jako sólový písničkář, Petr Ovsenák později prošel brněnskou skupinou Leporelo a v současnosti je členem tria Choroši.
Od roku 2011 se Nestíháme vracejí na scénu pravidelně pouze jednou za rok v rámci festivalu Folkové Blatiny v Šebáňovicích u Vrchotových Janovic.

## Diskografie
- Nic (demo)
- Nestíháme, 2006
- Víceméně v klidu, Good Day Records 2007
- V kapli sv. Anny, živé album Jana Řepky a Josefiny Žampové, 2009
- Čistý byl svět, sólové album Jana Řepky, 2010

### Samplery
- Zahrada písničkářů - Kuřim 2002, 2002 (píseň Chyťte zloděje!)
- Havěť všelijaká 2, 2006 (píseň Chroup)
- 50 miniatur, 2007 (píseň Emě)
- Porta 1998 - 2007 - Trefa 2, 2008 (píseň Jdu)